# Знојиле при Крки
Знојиле при Крки (словен. Znojile pri Krki) је насељено место у општини Иванчна Горица, Средњесловенска регија, Словенија.

## Историја
До територијалне реорганизације у Словенији било је у саставу старе општине Гросупље.

## Становништво
У попису становништва из 2011. године, Знојиле при Крки је имало 116 становника.
| Број становника према пописима | Број становника према пописима | Број становника према пописима |
| ------------------------------ | ------------------------------ | ------------------------------ |
| 1991                           | 2002                           | 2011                           |
| 78                             | 112                            | 116                            |

Напомена: До 1953. исказивано под именом Знојиле.